# Мой Мир (социальная сеть)
Мой Мир, ранее «Мой мир@Mail.ru» — русскоязычная социальная сеть, принадлежащая Mail.ru Group (VK) , которая в 2019 году обозначила её как «нишевый проект». Российская аудитория социальной сети снизилась с 2014 по 2019 год в пять раз, с 25 до 5 млн пользователей.

## История
«Мой мир», бета-тестирование которого началось в мае 2007 года, был задуман для объединения контента других сервисов портала Mail.ru (первоначально — Блогов@Mail.ru, Видео Mail.ru, Фото@Mail.ru и Ответов Mail.ru) в едином интерфейсе. О выходе сервиса из беты в августе того же года генеральный директор Mail.ru Дмитрий Гришин сообщил пользователям в личных сообщениях в социальной сети. После выпуска «Мой мир» представил поиск одноклассников, знакомых по вузу, коллег и друзей по интересам при заполнении соответствующих полей в учётной записи пользователя. В «Моём мире» не сохранились подписки пользователей в других сервисах портала: принципом сервиса стала взаимность «добавления в друзья».
Реакция отрасли на новую социальную сеть оказалась неоднозначной. Жюри конкурса РОТОР++ 2007, представленное избранными участниками ЕЖЕ-движения, присудило «Моему миру» второе место в категории «разочарование года» (третью строчку занял «Хабр»).
В 2007 году социальная сеть представила мобильную WAP-версию, в 2008 году — обмен мгновенными сообщениями и подарками, прослушивание музыки, в 2010 году — микроблог, а в 2011 году — возможность одобрять и комментировать новости других пользователей. Впервые после запуска «Моего мира» дизайн был значительно переработан в 2012 году.
В 2015 году «Мой Мир» изменил позиционирование с сайта для поиска знакомых к социальной сети, строящейся на общении с людьми с похожими вкусами. Социальная сеть переработала три основные контентные вертикали: музыку, видео и игры. В 2015 был перезапущен музыкальный сервис.
В 2019 году представитель холдинга заявил, что «Мой мир» для Mail.ru Group (ныне VK) является нишевым проектом, однако поддержка будет продолжаться, пока к ней проявляется интерес пользователей.

## Функциональность
«Мой мир» объединяет возможности служб блогинга, хранения фотографий и видеозаписей, а роль службы мгновенного обменного сообщениями в «Моём мире» играет веб-версия Агента Mail.ru.

### Взаимодействие с другими службами Mail.ru
Данные «Моего мира» используются и другими службами Mail.ru. В 2008 году пользователи социальной сети получили возможность создания резюме в службе Работа@Mail.Ru на основе заполненных профилей «Моего мира». Поиск Mail.ru предлагает учётные записи пользователей «Моего мира» в выдаче по связанным с персоналиями запросам. До 2010 года в выдаче были представлены только профили собственной социальной сети Mail.ru, после сервис был отключён, в 2013 году их дополнили данные остальных популярных сервисов. С 2011 года активность пользователя социальной сети влияет на результаты его персонифицированной поисковой выдачи.
После приобретения компанией Mail.ru Group «Одноклассников» в обеих социальных сетях появилась возможность связать учётные записи.

### Видео
Первым приложением с легальным видео-контентом в «Моём мире» в 2010 году стал «Видеолюбитель», работавший с легальной фильмотекой портала Video.ru. Вскоре после этого в социальной сети появилось приложение ivi.ru с доступом к коллекции онлайн-кинотеатра и приложение канала СТС с выпусками телевизионных передач.
В 2014 году Mail.ru организовала на площадке «Моего мира» воскресный онлайн-кинотеатр с фильмами, доступными в течение ограниченного времени. Для этого проекта компания сама получала разрешения у правообладателей. Кроме того, социальная сеть запустила тематические каналы, объединяющие архивные выпуски телепередач или музыкальные видео.

### Приложения
После открытия API для сторонних разработчиков в 2010 году «Мой мир» сфокусировался на развитии приложений для соцсети (в частности, игр). Собранная в том же году статистика показала, что в игры играет около 40 % аудитории социальной сети. К 2012 году количество установок приложений на страницы пользователей достигло 280 миллионов. Игры остаются основным источником дохода «Моего мира».
Если команда социальной сети считает игру перспективной, разработчики могут рассчитывать на рекламную поддержку. Кроме того, Mail.ru не берёт комиссию с внутриигровых платежей. В качестве платёжной системы социальной сети выступают Деньги@Mail.Ru.
В «Моём мире» представлены не только игры. В частности, разработчик антивирусных программ Agnitum использовал приложение в социальной сети для управления подпиской на своё SaaS-решение для персональных компьютеров.

### Мобильная версия
По сведениям Mail.ru Group, на декабрь 2013 года 22 % пользователей обращались к «Моему миру» с мобильных устройств. Социальная сеть доступна через мобильную версию сайта, приложения для iOS и Android.
Клиент «Моего мира» предустановлен на большинство Android-смартфонов LG, предназначенных для российского рынка (в том числе LG GT540 и LG Optimus One).

## Аудитория
Исследования рекрутингового портала SuperJob.ru 2011 года отметили, что среди его аудитории в «Моём мире» наиболее активны медсёстры, государственные служащие и бухгалтеры, а ядро аудитории составляют люди старше 40 лет.
По результатам опросов, опубликованным Левада-Центром в 2013 году, «Моим миром» пользовались 21 % москвичей и 12 % жителей регионов. «Мой мир» оказался единственной сетью, женская аудитория которой превышает мужскую.
По данным TNS месячная российская аудитория социальной сети в ноябре 2014 года составила 25,2 млн пользователей. В последующие годы аудитория постоянно и значительно снижалась, так, в начале 2016 года она не превышала 18 млн человек, летом 2017 года упала до 9 млн, а в июне 2019 года осталось 5 млн пользователей, вследствие чего популярность социальной сети в России переместилась с 5 на 6 место, уступив Snapchat.